# 山田雄一郎
山田 雄一郎（やまだ ゆういちろう、1945年 - ）は、日本の言語教育学者、広島修道大学教授。

## 人物
広島県生まれ。1973年広島大学大学院修士課程修了。シドニー大学、レディング大学で外国語教育学を学ぶ。佐賀大学助教授、広島修道大学教授（〜2012）。
専攻は言語政策と英語教育。

## 著書

### 単著
- 『言語政策としての英語教育』溪水社　2003　広島修道大学学術選書
- 『英語教育はなぜ間違うのか』2005　ちくま新書
- 『外来語の社会学 隠語化するコミュニケーション』春風社　2005　広島修道大学学術選書
- 『日本の英語教育』2005　岩波新書
- 『英語力とは何か』大修館書店　2006　広島修道大学学術選書
- 『英語基礎力養成ビルダー 2』金星堂　2009
- 『モジュール式英語の基礎』金星堂　2009

### 共著
- 『「英語が使える日本人」は育つのか? 小学校英語から大学英語までを検証する』大津由紀雄,斎藤兆史 2009　岩波ブックレット
- 『小学生からの英語絵辞典』長瀬慶來 研究社　2010

## 参考
- 広島修道大学：